# Гапонюк Олександр Петрович
Олекса́ндр Петро́вич Гапоню́к (1977—2023) — молодший сержант збройних сил України, учасник російсько-української війни.

## Життєпис
Народився 9 лютого 1977 року в місті Камінь-Каширський Волинської області. 
На початку серпня 2022 року мобілізований на військову службу до 14-ї окремої механізованої бригади. 
Загинув 31 грудня 2023 року внаслідок артилерійського обстрілу поблизу населеного пункту Першотравневе Куп'янського району Харківської області.

## Нагороди
- Орден «За мужність» III ступеня[1].